# شار گرمایی

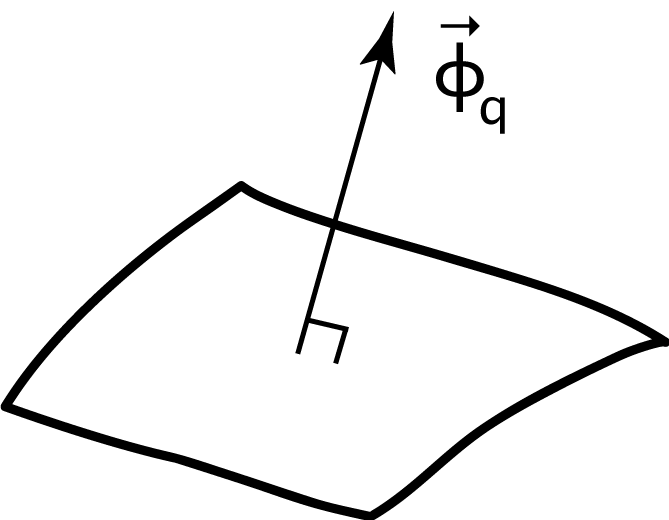
شار گرمایی گذرنده از یک سطح.

شار گرمایی یا شار حرارتی (به انگلیسی: Heat Flux) به مقدار انرژی حرارتی منتقل شده در واحد زمان و بر واحد سطح گفته می‌شود. با نماد q نمایش داده شده و واحد آن در دستگاه بین‌المللی یکاها وات بر مترمربع می‌باشد. نرخ گرما کمیت نرده‌ای است، ولی شار گرمایی کمیت برداری است.

## اندازه‌گیری شار گرمایی
شار گرمایی معمولاً با اندازه‌گیری اختلاف دما روی سطح ماده‌ای با رسانندگی گرمایی معین، اندازه‌گیری می‌شود. این روش، مشابه روش استاندارد اندازه‌گیری جریان الکتریکی است که در آن، افت ولتاژ عبوری از یک مقاومت الکتریکی اندازه‌گیری می‌شود.